# 塔庫內山
16°28′4″S 71°8′15″W / 16.46778°S 71.13750°W

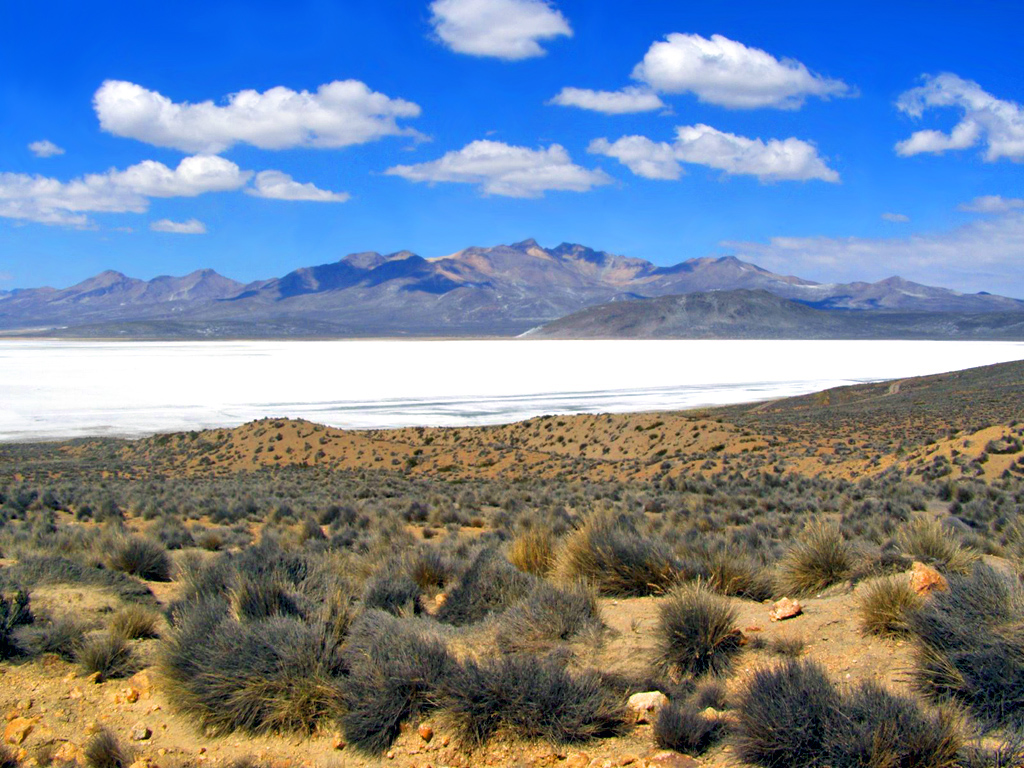

塔庫內山（Tacune），是秘魯的山峰，位於該國南部阿雷基帕大區的阿雷基帕省和莫克瓜大區和桑切斯將軍山省，處於薩利納斯湖以南和皮丘皮丘火山以東，屬於安第斯山脈的一部分，海拔高度約5,500米。